# Kennemerlandse derby
De Kennemerlandse derby was de benaming voor de wedstrijd tussen de Nederlandse voetbalclubs HFC Haarlem en Telstar. De term Kennemerlandse derby komt voort uit de streek waarin beide plaatsen liggen. De streek Kennemerland strekt zich uit vanaf Zandvoort tot aan Bergen in de provincie Noord-Holland. De inwoners van Haarlem keken in het verleden neer op de vissers of ijzerwerkers uit IJmuiden.
De wedstrijd is 59 keer gehouden. Beide teams hebben 23 keer gewonnen, de wedstrijd eindigde 13 keer in een gelijkspel. Telstar scoorde in totaal 83 doelpunten, Haarlem kwam tot 80 doelpunten.

## Uitslagen
| Seizoen | Competitie             | Thuisploeg          | Uitslag | Uitploeg            | Doelpuntenmakers                                                                                         | Doelpuntenmakers                                                                                         |
| Seizoen | Competitie             | Thuisploeg          | Uitslag | Uitploeg            | Thuisploeg                                                                                               | Uitploeg                                                                                                 |
| ------- | ---------------------- | ------------------- | ------- | ------------------- | --- | --- |
| 1967/68 | KNVB beker 1967/68     | Telstar             | 2–0     | Haarlem             | Tjeerd Kort, Ruud Geestman                                                                               | |
| 1969/70 | Eredivisie 1969/70     | Haarlem             | 1–1     | Telstar             | Dries Boszhard                                                                                           | Gerrie Clement                                                                                           |
| 1969/70 | Eredivisie 1969/70     | Telstar             | 2–3     | Haarlem             | Dick Beek, Monne de Wit                                                                                  | Dries Boszhard, Henk van Ingen, Sjef van Duffelen                                                        |
| 1970/71 | Eredivisie 1970/71     | Telstar             | 6–3     | Haarlem             | Fred André (2x), Milan Stanić (2x), Paul van Egmond, Dick Bond                                           | Hennie van Nee (2x), Piet Hoeben                                                                         |
| 1970/71 | Eredivisie 1970/71     | Haarlem             | 0–1     | Telstar             | | Monne de Wit                                                                                             |
| 1972/73 | Eredivisie 1972/73     | Haarlem             | 1–2     | Telstar             | Gerrie de Goede                                                                                          | Dick Bond, Cees de Vries                                                                                 |
| 1972/73 | Eredivisie 1972/73     | Telstar             | 2–3     | Haarlem             | Jerzy Wilim, Roy van Haalem                                                                              | Dries Boszhard, Piet van den Berg (2x)                                                                   |
| 1973/74 | Eredivisie 1973/74     | Telstar             | 1–0     | Haarlem             | Cees van Kooten                                                                                          | |
| 1973/74 | Eredivisie 1973/74     | Haarlem             | 2–1     | Telstar             | Piet van den Berg, Pepe Fernández                                                                        | Fred Bischot                                                                                             |
| 1974/75 | Eredivisie 1974/75     | Haarlem             | 1–1     | Telstar             | Cor Pot                                                                                                  | Wietze Couperus                                                                                          |
| 1974/75 | Eredivisie 1974/75     | Telstar             | 2–2     | Haarlem             | Cees van Kooten (2x)                                                                                     | Beer Wentink, Piet van den Berg                                                                          |
| 1976/77 | Eredivisie 1976/77     | Telstar             | 0–1     | Haarlem             | | Piet van den Berg                                                                                        |
| 1976/77 | Eredivisie 1976/77     | Haarlem             | 0–1     | Telstar             | | Co Stout                                                                                                 |
| 1977/78 | Eredivisie 1977/78     | Haarlem             | 1–1     | Telstar             | Danny Lensen                                                                                             | Jos Jonker                                                                                               |
| 1977/78 | Eredivisie 1977/78     | Telstar             | 2–1     | Haarlem             | Eddie Kraal (2x)                                                                                         | Joop Böckling                                                                                            |
| 1980/81 | Eerste divisie 1980/81 | Haarlem             | 3–1     | Telstar             | Keith Masefield, Alwin Leysner, Bert Nijdam                                                              | Rob van der Meer                                                                                         |
| 1980/81 | Eerste divisie 1980/81 | Telstar             | 0–5     | Haarlem             | | Terry Hendriks (2x), Frank van Leen, Ruud Gullit (2x)                                                    |
| 1990/91 | Eerste divisie 1990/91 | Telstar             | 4–1     | Haarlem             | Marco van Delden (3x), Bert van Duijvenbode                                                              | Lee-Roy Echteld                                                                                          |
| 1990/91 | Eerste divisie 1990/91 | Haarlem             | 1–0     | Telstar             | Patrick de Jong                                                                                          | |
| 1991/92 | Eerste divisie 1991/92 | Haarlem             | 2–1     | Telstar             | Barry van Galen (2x)                                                                                     | Ronald Hoop                                                                                              |
| 1991/92 | Eerste divisie 1991/92 | Telstar             | 3–0     | Haarlem             | Ron de Roode, Ronald Hoop, Erik Regtop                                                                   | |
| 1991/92 | KNVB beker 1991/92     | Telstar             | 4–1     | Haarlem             | Sander Oostrom (2x), Ron de Roode, Roël Liefden                                                          | Cees Baas                                                                                                |
| 1992/93 | Eerste divisie 1992/93 | Haarlem             | 0–3     | Telstar             | | Ron de Roode (3x)                                                                                        |
| 1992/93 | Eerste divisie 1992/93 | Telstar             | 1–3     | Haarlem             | Sander Oostrom                                                                                           | Patrick de Jong, Jeffrey Kooistra, Barry van Galen                                                       |
| 1993/94 | Eerste divisie 1993/94 | Haarlem             | 1–1     | Telstar             | Paul Mulders                                                                                             | Marcel Oerlemans                                                                                         |
| 1993/94 | Eerste divisie 1993/94 | Telstar             | 0–0     | Haarlem             | | |
| 1993/94 | KNVB beker 1993/94     | Haarlem             | 1–2     | Telstar             | Frank Weijers                                                                                            | Ronald Hoop, Marcel Oerlemans                                                                            |
| 1994/95 | Eerste divisie 1994/95 | Haarlem             | 2–3     | Telstar             | Ali Fattouchi, Arjan de Zeeuw (e.d.)                                                                     | Rini van Roon (2x), Sander Oostrom                                                                       |
| 1994/95 | Eerste divisie 1994/95 | Telstar             | 2–0     | Haarlem             | Sander Oostrom, Alami Ahannach                                                                           | |
| 1994/95 | KNVB beker 1994/95     | Telstar             | 1–0     | Haarlem             | Michel Nok                                                                                               | |
| 1995/96 | Eerste divisie 1995/96 | Haarlem             | 2–0     | Telstar             | Carlos Hasselbaink (2x)                                                                                  | |
| 1995/96 | Eerste divisie 1995/96 | Telstar             | 0–4     | Haarlem             | | Carlos Hasselbaink, Marino Promes (3x)                                                                   |
| 1996/97 | Eerste divisie 1996/97 | Telstar             | 0–0     | Haarlem             | | |
| 1996/97 | Eerste divisie 1996/97 | Haarlem             | 1–1     | Telstar             | Piet Keur                                                                                                | Berry Janssen                                                                                            |
| 1997/98 | Eerste divisie 1997/98 | Haarlem             | 1–3     | Telstar             | Chima Onyeike                                                                                            | Jan Gerver, Ronny van Es, Sulley Abdallah                                                                |
| 1997/98 | Eerste divisie 1997/98 | Telstar             | 0–1     | Haarlem             | | René van den Brink                                                                                       |
| 1998/99 | Eerste divisie 1998/99 | Haarlem             | 1–0     | Telstar             | Stanley Strobbe                                                                                          | |
| 1998/99 | Eerste divisie 1998/99 | Telstar             | 1–3     | Haarlem             | Anthony Berghahn                                                                                         | Jan Oosterhuis, Dion Esajas, Junas Naciri                                                                |
| 1999/00 | Eerste divisie 1999/00 | Haarlem             | 1–3     | Telstar             | Sander Oostrom                                                                                           | Ronny van Es, Sergio Ommel, Ardon de Waard                                                               |
| 1999/00 | Eerste divisie 1999/00 | Telstar             | 1–2     | Haarlem             | Jamal Dibi                                                                                               | Junas Naciri (2x)                                                                                        |
| 2000/01 | Eerste divisie 2000/01 | Haarlem             | 2–2     | Telstar             | Dion Esajas, Ronny van Es                                                                                | Melvin Holwijn, Germaine Levant                                                                          |
| 2000/01 | Eerste divisie 2000/01 | Telstar             | 0–1     | Haarlem             | | Dion Esajas                                                                                              |
| 2001/02 | Eerste divisie 2001/02 | Stormvogels Telstar | 0–1     | Haarlem             | | Paul Mulders                                                                                             |
| 2001/02 | Eerste divisie 2001/02 | Haarlem             | 0–2     | Stormvogels Telstar | | Melvin Holwijn (2x)                                                                                      |
| 2002/03 | Eerste divisie 2002/03 | Stormvogels Telstar | 0–1     | Haarlem             | | Paul Mulders                                                                                             |
| 2002/03 | Eerste divisie 2002/03 | Haarlem             | 0–3     | Stormvogels Telstar | | Urvin Lee, Melvin Holwijn, Germaine Levant                                                               |
| 2003/04 | Eerste divisie 2003/04 | Stormvogels Telstar | 2–1     | Haarlem             | Richard van Heulen, Sergio Ommel                                                                         | Rick Hooijboer                                                                                           |
| 2003/04 | Eerste divisie 2003/04 | Haarlem             | 1–1     | Stormvogels Telstar | Jeroen Ketting                                                                                           | Sergio Ommel                                                                                             |
| 2004/05 | Eerste divisie 2004/05 | Haarlem             | 2–1     | Stormvogels Telstar | Laurens ten Heuvel, Geoffrey Verweij                                                                     | Geoffrey Galatà                                                                                          |
| 2004/05 | Eerste divisie 2004/05 | Stormvogels Telstar | 3–1     | Haarlem             | Misha Salden, Sjaak Lettinga, Hilmi Mihci                                                                | Paul Mulders                                                                                             |
| 2005/06 | Eerste divisie 2005/06 | Haarlem             | 2–2     | Stormvogels Telstar | Geoffrey Galatà (e.d.), Rodney Cairo                                                                     | Jan Bruin (2x)                                                                                           |
| 2005/06 | Eerste divisie 2005/06 | Stormvogels Telstar | 1–4     | Haarlem             | Jan Bruin                                                                                                | Michael van der Kruis, Arturo ten Heuvel, Laurens ten Heuvel, Milan Berck Beelenkamp                     |
| 2006/07 | Eerste divisie 2006/07 | Stormvogels Telstar | 1–1     | Haarlem             | Melvin Holwijn                                                                                           | Achmed Ahahaoui                                                                                          |
| 2006/07 | Eerste divisie 2006/07 | Haarlem             | 1–0     | Stormvogels Telstar | Achmed Ahahaoui                                                                                          | |
| 2007/08 | Eerste divisie 2007/08 | Stormvogels Telstar | 1–0     | Haarlem             | Jan Bruin                                                                                                | |
| 2007/08 | Eerste divisie 2007/08 | Haarlem             | 0–1     | Stormvogels Telstar | | Raymond Fafiani                                                                                          |
| 2008/09 | Eerste divisie 2008/09 | Haarlem             | 4–2     | Telstar             | Rachid El Yaakoubi (2x), Benjamin van den Broek, Jeffrey van den Berg                                    | Richmond Bossman, Kasper de Fries-Johansen                                                               |
| 2008/09 | Eerste divisie 2008/09 | Telstar             | 0–0     | Haarlem             | | |
| 2009/10 | Eerste divisie 2009/10 | Telstar             | 2–2*    | Haarlem             | Glynor Plet, Frank Korpershoek                                                                           | Edgar Manucharyan, Laurens ten Heuvel                                                                    |
| 2009/10 | Eerste divisie 2009/10 | Haarlem             | n.v.t.  | Telstar             | Haarlem werd in januari 2010 failliet verklaard. *De eerder gespeelde wedstrijd werd ongeldig verklaard. | Haarlem werd in januari 2010 failliet verklaard. *De eerder gespeelde wedstrijd werd ongeldig verklaard. |
| 2009/10 | KNVB beker 2009/10     | Telstar             | 1–3     | Haarlem             | Raymond Fafiani                                                                                          | Roel de Graaff, Laurens ten Heuvel, Marvin Wijks                                                         |